# 廣瀬俊
廣瀬 俊（ひろせ しゅん、1989年4月13日 - ）は、日本の漫画家・漫画原作者。

## 来歴
幼少期から絵の上手さを褒められることが多く、小学生の頃から漫画や風景画を描いていた。中学生の頃に父親を亡くし、後に自分の名前を付けたのが父親だと知ると、自身の名を世に広めようと漫画家を志す。
20歳のときに初めて持ち込みした『ASATO-アサト-』でMGP（マガジングランプリ）の奨励賞を受賞する。最初は自分で作画も行なっていたが、賞では毎回「話は良いが絵が下手」という批評を受けていた。自信のあった4度目の新人漫画賞への応募作も奨励賞に終わり落ち込んでいたが、担当編集に励まされ、前々から考えていた『煉獄のカルマ』の設定を話すとすぐさま『煉獄のカルマ』の連載が決まった。そこで編集長から原作者としてお願いされ、春場ねぎを作画に据えて2014年10月22日発売の『週刊少年マガジン』47号より連載を開始した。
2017年9月6日発売の『週刊少年マガジン』40号より『青春相関図』の連載を開始すると、読者から「クセになりそう」「続きが気になる」と評価を受けた。同作の連載終了後、他のジャンルの作品をいくつか考えていたがなかなか次の連載が決まらずにいた。そんなとき編集長から「人の嫌な面を書くのが上手い」と言われたことをきっかけにアイディアを練り、2020年3月23日から『マガジンポケット』にて『復讐の教科書』の連載を開始した。

## 作風
ファンタジーが好きで、最初はファンタジー作品ばかりを描いていた。
作品にいじめをテーマとしたものが多い理由については、『煉獄のカルマ』は自殺の是非、『青春相関図』は人間関係、『復讐の教科書』は復讐の是非をテーマに描こうとした際、いじめという切り口がそれぞれのテーマを表現するにあたって最適だと思ったためと語っている。

## 作品リスト

### 連載
- 煉獄のカルマ（作画：春場ねぎ、講談社『週刊少年マガジン』2014年47号 - 2015年35号）全5巻
- 青春相関図（作画：三宮宏太、講談社『週刊少年マガジン』2017年40号 - 2018年14号）全3巻
- 復讐の教科書（作画：河野慶、講談社『マガジンポケット』2020年3月23日 - 2022年6月13日）全13巻
- 葬いの共犯者（作画：三上つぐみ、講談社『マガジンポケット』2023年8月14日 - 2024年3月18日）全4巻

### 読み切り
- HIKAKIN物語（作画：佐藤勇、協力：HIKAKIN、講談社『マガジンポケット』2017年4月26日）